# Igreja de Santa Maria (Serpa)
A Igreja de Santa Maria, também referida como Igreja Matriz de Serpa, Igreja Paroquial de Serpa e Igreja de Nossa Senhora da Assunção, no Alentejo, localiza-se nas imediações do Castelo de Serpa, no Largo de Santa Maria ou Largo dos Santos Próculo e Hilarião, na freguesia de Serpa (Salvador e Santa Maria), município de Serpa, distrito de Beja, em Portugal.

## História
A sua primitiva construção data do século XIV, tendo provavelmente sido executada sobre uma antiga mesquita árabe.
Encontra-se classificada como Imóvel de Interesse Público desde 1984.

## Características
No exterior, destacam-se o imponente portal de entrada e suas colunas laterais, que sustentam duas imagens de São Pedro e de São Paulo. Ostenta, ainda, uma torre sineira quadrangular, à esquerda. A atual estrutura quadrangular desta torre sineira alberga no seu interior uma antiga estrutura cilíndrica, que pode ter constituído a almádena da antiga mesquita.
O interior é constituído por três naves, divididas por arcos sustentados por colunas. As capelas laterais apresentam exemplos de talha dourada, testemunhando a riqueza decorativa do barroco. A capela-mor, dominando todo o conjunto, data dos séculos XVI e XVII. Na restante decoração, destacam-se ainda uma estátua de Nossa Senhora de Fátima, imagens de Cristo e outros elementos vegetalistas, animais e humanos.